# Mitsubishi K7M
Il Mitsubishi K7M, indicato anche come Aereo da addestramento sperimentale di equipaggi per la Marina 11-Shi (十一試機上作業練習機?) in base alle convenzioni di designazione allora vigenti, fu un aereo da addestramento bimotore monoplano ad ala alta sviluppato dall'azienda aeronautica giapponese Mitsubishi Jūkōgyō negli anni trenta e rimasto allo stadio di prototipo.
Destinato a soddisfare le esigenze dei reparti da addestramento aereo della Marina imperiale giapponese, non riuscì a convincere le autorità militari che lo ritennero troppo costoso da realizzare. Proposto senza successo anche alla Dai-Nippon Teikoku Rikugun Kōkū Hombu, la componente aerea dell'Esercito Imperiale Giapponese, con la designazione di Ka-18, non riuscì ad ottenere alcun contratto di fornitura e il suo sviluppo venne abbandonato.

## Storia del progetto
Nei tardi anni trenta la Marina imperiale, nell'ambito di un programma di ammodernamento dei propri mezzi aerei, emanò una specifica indicata come 11-Shi, per la fornitura di nuovi velivoli alla Dai-Nippon Teikoku Kaigun Kōkū Hombu, la propria componente aerea, tra cui un modello in grado di sostituire l'oramai superato Mitsubishi K3M nell'addestramento degli equipaggi .
Al fine di soddisfare tale esigenza l'ufficio tecnico della Mitsubishi elaborò un progetto relativo ad un velivolo tecnologicamente avanzato, un bimotore, progettato per essere equipaggiato con diverse tipologie di motorizzazione, sia con raffreddamento a liquido che ad aria, monoplano ad ala alta realizzato con struttura interamente metallica, con il rivestimento del solo piano alare costituito da tela trattata, con fusoliera che integrava una cabina di pilotaggio a due posti affiancati e nel cui interno trovavano spazio, in uno scompartimento a loro dedicato, due istruttori e cinque allievi. La marina ne autorizzò la costruzione di due prototipi da avviare a prove di valutazione ed il modello venne ufficialmente identificato come "Aereo da addestramento sperimentale di equipaggi per la Marina 11-Shi" o, secondo altra convenzione, K7M.
Durante i test i vertici della Marina espressero perplessità sull'opportunità di avviare il modello alla produzione in serie, ritenendo che un velivolo bimotore fosse troppo costoso da realizzare, considerazioni che influirono negativamente e che comportarono l'annullamento del suo sviluppo. Tuttavia i due prototipi vennero dichiarati idonei al servizio ed accettati con la designazione K7M1.

## Utilizzatori
Giappone
- Dai-Nippon Teikoku Kaigun Kōkū Hombu

### Pubblicazioni
- M.C. Richards, Your Questions Answered...:Mitsubishi Trainers, in Air Pictorial, gennaio 1970.